# Liste des législatures du Yukon
Ceci est une liste des législatures du Yukon et des conseils du Territoire du Yukon, depuis le 16e Conseil du territoire du Yukon entièrement élu.

## Historique
Le Conseil du territoire du Yukon, non représentatif à l'époque, a été créé en 1898 dans l’Acte du Territoire du Yukon. Le Yukon s'est doté pour la première fois d'un conseil entièrement élu en 1909.
Avant 1978, le territoire ne disposait d'aucun parti politique ni d'un chef de gouvernement. Le conseil jouait principalement un rôle de conseiller. Un commissaire, nommé par le gouvernement fédéral, était investi des pouvoirs d'administration.
De 1989 à 1992 et depuis mai 2000, le titre du chef du gouvernement du Yukon est premier ministre. (En anglais Premier).
C'est le 1er avril 2003, avec l’entrée en vigueur de la nouvelle Loi sur le Yukon, que l’institution parlementaire du territoire devint officiellement l’« Assemblée législative du Yukon ».

### Législatures
| Législature (élection) | Début/Fin (jour/mois/année) | Parti Gouvernement        | Premier ministre             | Opposition officielle |
| ---------------------- | --------------------------- | ------------------------- | ---------------------------- | --------------------- |
| 16e (1952)             | 15/10/1952 02/11/1955       |                           |                              |                       |
| 17e (1955)             | 02/11/1955 05/05/1958       |                           |                              |                       |
| 18e (1958)             | 15/10/1958 06/07/1961       |                           |                              |                       |
| 19e (1961)             | 01/11/1961 30/04/1964       |                           |                              |                       |
| 20e (1964)             | 09/11/1964 19/05/1967       |                           |                              |                       |
| 21e (1967)             | 06/11/1967 03/07/1970       |                           |                              |                       |
| 22e (1970)             | 04/11/1970 28/06/1974       |                           |                              |                       |
| 23e (1974)             | 13/12/1974 29/06/1978       |                           |                              |                       |
| 24e (1978)             | 13/12/1978 21/04/1982       | Progressiste-conservateur | Chris Pearson (1978-1985)    |                       |
| 25e (1982)             | 12/07/1982 29/11/1984       | Progressiste-conservateur | Chris Pearson (1978-1985)    |                       |
| 25e (1982)             | 12/07/1982 29/11/1984       | Progressiste-conservateur | Willard Phelps (1985)        |                       |
| 26e (1985)             | 15/07/1985 16/01/1989       | NPD                       | Tony Penikett (1985-1992)    |                       |
| 27e (1989)             | 08/03/1989 03/06/1992       | NPD                       | Tony Penikett (1985-1992)    |                       |
| 28e (1992)             | 14/12/1992 25/04/1996       | Parti du Yukon            | John Ostashek (1992-1996)    |                       |
| 29e (1996)             | 04/12/1996 02/03/2000       | NPD                       | Piers McDonald (1996-2000)   |                       |
| 30e (2000)             | 05/06/2000 30/05/2002       | Libéral                   | Pat Duncan (2000-2002)       |                       |
| 31e (2002)             | 27/02/2003 24/05/2006       | Parti du Yukon            | Dennis Fentie (2002-2011)    |                       |
| 32e (2006)             | 23/11/2006 28/03/2011       | Parti du Yukon            | Dennis Fentie (2002-2011)    |                       |
| 33e (2011)             | 01/12/2011 26/05/2016       | Parti du Yukon            | Darrell Pasloski (2011-2016) |                       |
| 34e (2016)             | 12/01/2017 11/03/2021       | Libéral                   | Sandy Silver (2016-)         |                       |
| 35e (2021)             | 11/05/2021 Aujourd'hui      | Libéral                   | Sandy Silver (2016-)         | Parti du Yukon        |